# Tarabin as-Sani
Tarabin as-Sani (hebrejsky תראבין א-צאנע, arabsky ترابين, v oficiálním přepisu do angličtiny Tarabin as-Sani, přepisováno též Tirabin al-Sana nebo jen Tarabin) je vesnice v Izraeli, v Jižním distriktu, v Oblastní radě al-Kasum.

## Geografie
Leží v nadmořské výšce cca 230 metrů v severní části pouště Negev.
Obec se nachází 35 kilometrů od břehu Středozemního moře, cca 80 kilometrů jižně od centra Tel Avivu, cca 10 kilometrů severozápadně od Beerševy a 5 kilometrů jižně od města Rahat. Tarabin as-Sani obývají Arabové, respektive polokočovní arabští Beduíni, přičemž osídlení v tomto regionu je etnicky smíšené. Ve volné krajině dominují rozptýlená sídla Beduínů, městská centra v severním Negevu jsou většinou židovská, stejně jako zemědělské vesnice západně odtud. Nedaleké lidnaté město Rahat je ovšem obýváno Beduíny.
Tarabin as-Sani je na dopravní síť napojen pomocí lokální silnice 310.

## Dějiny
Tarabin as-Sani je vesnice, která byla vytvořena v roce 2003 a oficiálně uznána izraelskou vládou za samostatnou obec. Jejím cílem bylo soustředit do trvalého osídlení členy beduínského kmene Tarabin, který do té doby sídlil v provizorních shlucích zástavby na východním okraji židovského města Omer na předměstí Beerševy. Vzniku vesnice předcházely právní spory o vlastnictví půdy a přesnou lokalitu jejího vzniku. Původně totiž měla stát na místě nynější židovské vesnice Giv'ot Bar cca 2 kilometry severovýchodně odtud. Tak to předpokládalo rozhodnutí vlády z roku 1998. V roce 2000 ale vláda nabídla Beduínům nynější místo.
V obci funguje sportovní areál pro míčové hry, mateřské školy a základní škola. Ve výstavbě je společenské středisko a komunikace.

## Demografie
Podle údajů z roku 2014 tvořili obyvatelstvo v Tarabin as-Sani Arabové. Jde o menší obec vesnického typu. K 31. prosinci 2014 zde žilo 428 lidí. Během roku 2014 populace stoupla o 3,4 %. Kromě obce v statistických výkazech figuruje jako samostatná jednotka i kmen Tarabin as-Sani, který měl k roku 1983 535 členů.
| Rok            | 2009 | 2010 | 2011 | 2012 | 2013 | 2014 |
| -------------- | ---- | ---- | ---- | ---- | ---- | ---- |
| Počet obyvatel | 328  | 355  | 375  | 398  | 414  | 428  |